# Boeing Insitu ScanEagle
ScanEagle (укр. «Скан Іґл»; прийнятий на озброєння ЗС США як MQ-27 ScanEagle) — це невеликий, дальнього радіуса дії безпілотний літальний апарат (БпЛА) побудований компанією Insitu, що є дочірньою компанією Boeing. Апарат ScanEagle було розроблено на базі попереднього літака SeaScan, комерційного БпЛА, який використовувався для пошуку риби. ScanEagle продовжує оновлюватися і вдосконалюватися і в нього вноситься багато змін.

## Проєктування і розробка
ScanEagle є нащадком іншого БпЛА від Insitu, Insitu SeaScan, який створювався як дистанційний носій датчиків для збору інформації про погоду, а також як таких, що допомагав промисловим рибалкам визначати місцезнаходження тунця. ScanEagle виник в результаті стратегічного альянсу між компаніями Boeing і Insitu. В результаті технологія стала успішною для портування БпЛА для використання у відеорозвідці на полі бою, і був використаний із серпня 2004 в війні в Іраку.
ScanEagle має стабілізовану електро-оптичну і/або інфрачервону камеру на легкому інерційно-стабілізованому підвісній системі, і інтегровану систему зв'язку, що має радіус дії більше ніж 100 км; тривалість польоту його становить більше 20 годин. ScanEagle має розмах крил в 3.1 м довжину в 1.4 м і масу 20 кг і може працювати на швидкості до 150 км/г, із середньою курсовою швидкістю, що становить 89 км/г.
Літаку не потрібен аеродром. Він запускається із пневматичної катапульти, яка була запатентована Insitu, і відома як пускова установка «SuperWedge». Він здійснює посадку за допомогою системи «Skyhook», в якій на закінцівці крила використовують гак, який призначений ловити трос закріплений вертикально на 15.2 м мачті. Це стало можливим завдяки використанню високоякісної системи диференційного GPS, закріпленого на верху мачти і встановленого на БпЛА.
Кожна система ScanEagle коштує US$3.2 мільйонів (2006). Повна система складається з чотирьох повітряних апаратів, наземної станції керування, дистанційного відео терміналу, пускової системи SuperWedge і системи посадки Skyhook.

### Вдосконалення
18 березня 2008, компанія Boeing, разом із ImSAR і Insitu успішно провела польотні випробування ScanEagle із встановленим на ньому радаром ImSAR's NanoSAR. ImSAR NanoSAR є на той момент найменшим в світі радаром із синтезованою апертурою, вагою в 1.6 кг і об'ємом в 1.6 літрів. Він розроблений для отримання зображень високої якості при несприятливих погодних умовах або інших бойових умовах обмеженої видимості.
У 2009, Insitu анонсувала літак NightEagle, модифікований ScanEagle Block E із інфрачервоною камерою для нічного використання.
У серпні 2010, Boeing анонсувала плани управляти ScanEagles за допомогою станції керування на літаку E-3A AWACS і на V-22.
У липні 2011, команда із двох ScanEagles і одного іншого БпЛА взаємодіяла разом для пошукової операції і навігації в гірській місцевості одночасно.
У жовтні 2014 Insitu представила вдосконалений варіанта ScanEagle 2, який має спеціально побудований двигун на важкому паливі для підвищення надійності, який збільшує електричну потужність але зменшує тривалість польоту до 16 годин. Також він має більшу носову частину аби нести на собі одночасно денну і нічну камери, збільшене корисне навантаження і більшу максимальну злітну вагу; розмах крил, висота польоту, курсова і максимальна швидкості залишилися незмінними. Іншим вдосконаленням є повністю цифрова відео система, краща навігаційна система, архітектура основана на Ethernet і зменшено електромагнітні перешкоди, а також нова наземна станцій керування. Система запуску і посадки залишилися незмінними. ScanEagle 2 створювався аби відповідати зростаючому ринку комерційних БпЛА і почав отримувати замовлення в 2015, як на нові побудовані літаки так і на вдосконалення існуючих попередніх версій ScanEagle.
У 2014, Insitu почали створення літаючої системи запуску і посадки (англ. FLARES), яка має запускати і здійснювати посадку ScanEagle без потреби в транспортуванні і збірці пускової установки і крану для посадки. Це ще один БЛА, квадрокоптер, який підіймає ScanEagle вверх вертикально і відпускає у прямий політ. Для посадки, так само як і в системі SkyHook, квадрокоптер підіймає посадковий кабель. FLARES поєднує разом переваги запуску із вертикальним зльотом і посадку в обмеженій площі, а також дозволяє літати без додаткового обладнання забираючи з собою стартову опору і кран. Демонстрація цієї системи мала місце наприкінці 2014 до середини 2015, і малосерійне виробництво заплановане на кінець 2016.

### Захоплення в Ірані і звинувачення
В грудні 2012, Іран заявив, що захопив американський БпЛА ScanEagle, який порушував повітряний простір над Перською затокою. Згодом Іран заявляв, що захопив іще два ScanEagles. ВМС США стверджувало, що жоден з їх літаків ScanEagles не було втрачено. Продемонстрований фото-доказ того, що ScanEagle знаходиться в Ірані, показав літак без військового маркування США. В серпні 2013, CBC News повідомила, канадські військово-морські сили втратили дрон ScanEagle в червні 2012. Але канадський флот заперечував, що літак отримав Іран. 17 грудня 2012, Іран анонсував, що стартує масове виробництво скопійованої версії БпЛА ScanEagle і почав експлуатацію цього літака. Пізніше Іран опублікував фото із виробничою лінією.
У вересні 2013 року новий БпЛА під назвою Ясір (Yasir) почав використовуватися сухопутними військами армії Ірану; відповідно до Jane's Information Group, БпЛА Ясір має такі самі, як і ScanEagle's, довжину в 1.37 м і розмах крил в 3.11 м, хоча він має трохи інші подвійну хвостову балку і конфігурацію із перевернутим V-хвостом. На урочистому показі Ясіра командувач сухопутних військ Ірану, бригадний генерал Ахмад-Реза Поердастан (англ. Ahmad-Reza Pourdastan), як цитує іранська агенція новин Fars News Agency, заявив, що БпЛА здатен літати на висоті 15,000 футів, має тривалість польоту 8 годин і робочій радіус 200 км.
В жовтні 2013, під час п'ятиденного візиту до Ірану командувача Повітряний сил РФ генерал-лейтенанта Віктора Бондарьова, представники Корпуса вартових Ісламської революції вручили йому копію американського БпЛА ScanEagle як дарунок. У листопаді 2013, в YouTube з'явилося відео як БпЛА Ясір літає над Дамаском в Сирії на підтримці сил Сирійської Армії, що воюють проти повстанців.

### Російсько-українська війна
В серпні 2022 року оголошено передачу Україні 10 ScanEagle в межах пакету військової допомоги США.

## Оператори за країнами

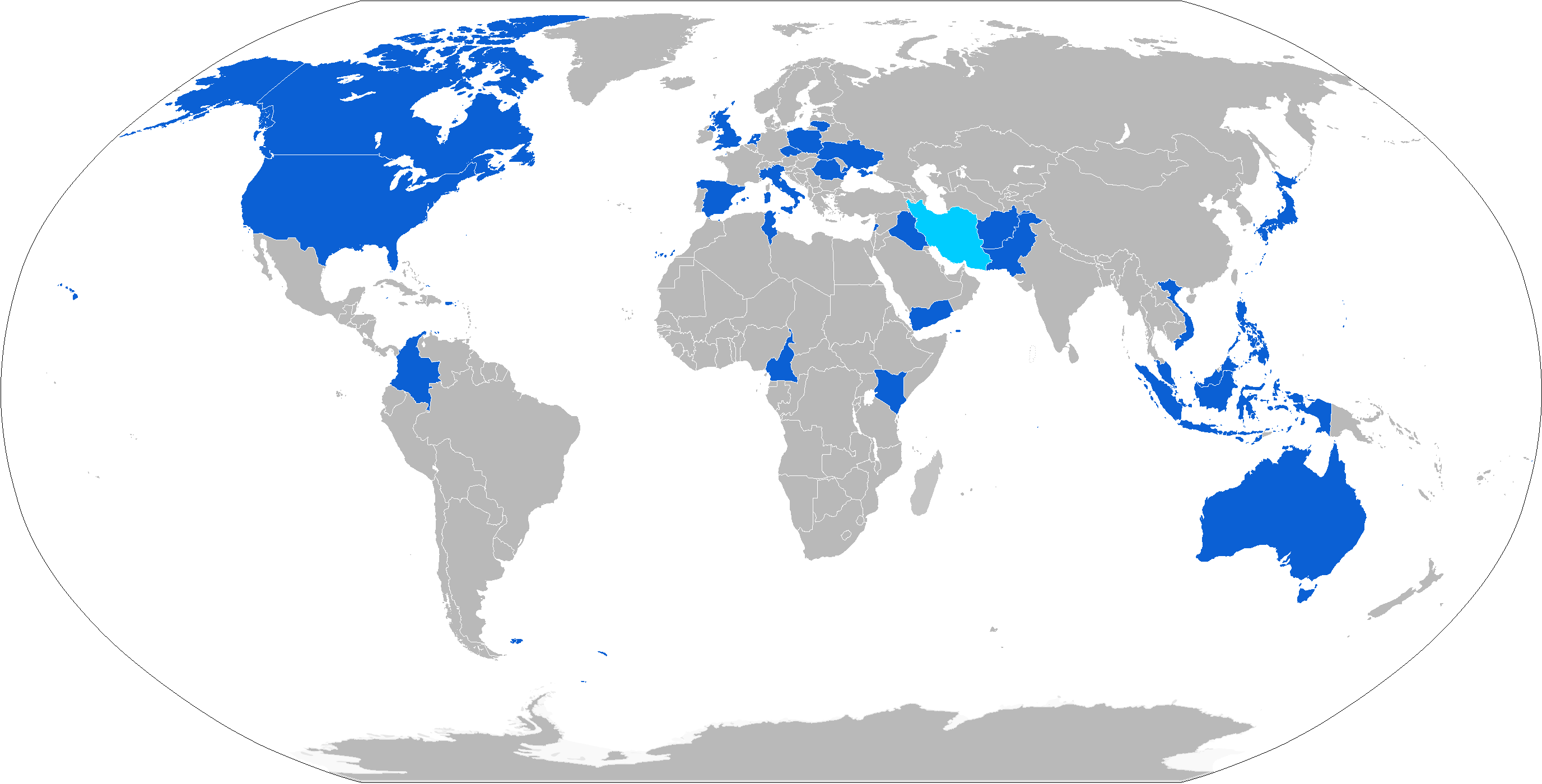
Мапа із місцезнаходженням операторів ScanEagle синім і блакитним позначені оператори не ліцензованої репродукції

Афганістан
 Австралія
 Камерун
 Канада
 Колумбія
 Чехія
 Іран
 Італія
 Ірак
 Японія
 Кенія
 Литва
 Малайзія
 Нідерланди
 Пакистан
 Польща
 Румунія
 Сінгапур
 Іспанія
 Туніс
 Велика Британія
 США
 Ємен